# Dendrobium reflexitepalum
Dendrobium reflexitepalum är en orkidéart som beskrevs av Johannes Jacobus Smith. Dendrobium reflexitepalum ingår i släktet Dendrobium, och familjen orkidéer. Inga underarter finns listade i Catalogue of Life.